# Remixes 2: 81–11
Remixes 2: 81–11 är ett remixsamlingsalbum av Depeche Mode. Albumet, som släpptes den 6 juni 2011, finns som enskiveversion och trippelskiveversion. 
Låten "Personal Jesus 2011" utgavs som singel den 18 april 2011. Förutom de tre nuvarande medlemmarna, David Gahan, Martin Gore och Andrew Fletcher, medverkar Vince Clarke och Alan Wilder på albumet.

## Låtlista
Single Disc version
1. Dream On - Bushwacka Tough Guy Mix Edit
2. Personal Jesus - The Stargate Mix
3. Suffer Well - M83 Remix
4. John The Revelator - UNKLE Reconstruction
5. In Chains - Tigerskin's No Sleep Remix Edit
6. Peace - SixToes Remix
7. Tora! Tora! Tora! - Karlsson And Winnberg (from Miike Snow) Remix
8. Never Let Me Down Again - Eric Prydz Remix
9. I Want It All - Roland M.Dill Remix
10. Wrong - Trentemøller Remix
11. Puppets - Röyksopp Remix
12. Everything Counts - Oliver Huntemann And Stephan Bodzin Dub
13. A Pain That I'm Used To - Jacques Lu Cont Remix

Triple Disc version
Disc 1
1. Dream On - Bushwacka Tough Guy Mix
2. Suffer Well - M83 Remix
3. John The Revelator - UNKLE Reconstruction
4. In Chains - Tigerskin's No Sleep Remix
5. Peace - SixToes Remix
6. Lilian - Chab Vocal Remix Edit
7. Never Let Me Down Again - Digitalism Remix
8. Corrupt - Efdemin Remix
9. Everything Counts - Oliver Huntemann And Stephan Bodzin Dub
10. Happiest Girl - The Pulsating Orbital Vocal Mix
11. Walking In My Shoes - Anandamidic Mix
12. Personal Jesus - The Stargate Mix
13. Slowblow - Darren Price Mix

Disc 2
1. Wrong - Trentemøller Club Remix
2. World In My Eyes - Dub In My Eyes
3. Fragile Tension - Peter Bjorn and John Remix
4. Strangelove - Tim Simenon/Mark Saunders Remix
5. A Pain That I'm Used To - Jacques Lu Cont Remix
6. The Darkest Star - Monolake Remix
7. I Feel You - Helmet At The Helm Mix
8. Higher Love - Adrenaline Mix Edit
9. Fly On The Windscreen - Death Mix
10. Barrel Of A Gun - United Mix
11. Only When I Lose Myself - Dan The Automator Mix
12. Ghost - Le Weekend Remix

Disc 3
1. Personal Jesus - Alex Metric Remix Edit
2. Never Let Me Down Again - Eric Prydz Remix
3. Behind The Wheel - Vince Clarke Remix
4. Leave In Silence - Claro Intelecto 'The Last Time' Remix
5. In Chains - Alan Wilder Remix
6. When The Body Speaks - Karlsson And Winnberg Remix
7. Puppets - Röyksopp Remix
8. Tora! Tora! Tora! - Karlsson And Winnberg (from Miike Snow) Remix
9. Freestate - Clark Remix
10. I Want It All - Roland M. Dill Remix
11. A Question Of Time - Joebot Presents 'Radio Face' Remix
12. Personal Jesus - Sie Medway-Smith Remix

Bonus Tracks
1. Sister of Night - Ida Engberg's Giving Voice to the Flame
2. Sweetest Perfection - Phil Kieran Vocal Mix